# Oside

Le saccharose est un diholoside formé par le D-glucose (à gauche) et le D-fructose (à droite).

Un oside est un polymère d'oses parmi lesquels on distingue : 
- les hétérosides dont l'hydrolyse produit des oses et des composés non glucidiques (aglycone) ;
- les holosides qui sont des polymères exclusivement d'oses.

Parmi les holosides, on distingue trois familles :
- les diholosides qui sont composés de seulement deux oses et dont l'indice de polymérisation est égal à 2 (ex. : saccharose, lactose, tréhalose) ;
- les oligosides qui ont un indice de polymérisation compris entre 3 et 10 (ex. : raffinose, stachyose) ;
- les polyosides dont l'indice de polymérisation est supérieur à 10 (ex. : amylose, pectine).

On classe aussi les holosides suivant la nature du monomère : les polyosides de glucose sont les glucanes, ceux composés à partir de fructose, les fructanes, à base de galactose, les galactanes et ceux à partir du mannose, les mannanes.
Parmi les holosides, on distingue :
- les homopolyosides qui sont les glucides dont l'hydrolyse ne donne qu'un seul type d'oses ;
- les hétéropolyosides qui sont les glucides dont l'hydrolyse donne plusieurs types d'oses.

## Glucide complexe
En alimentation humaine, les sucres complexes sont ceux contenus dans les légumineuses (haricots secs, pois, lentilles, etc.), les pommes de terre et les céréales (blé, maïs, riz). L'amidon est le principal glucide complexe.
Sur le plan diététique, les sucres complexes sont en opposition aux sucres simples. Les glucides simples sont du type ose (monosaccharide : contient un seul ose) comme le glucose et le fructose ou diholoside (disaccharide : contient deux oses) comme le saccharose, le maltose et le lactose.
La rapidité de l'absorption des glucides par l'organisme se définit par l'indice glycémique. Ainsi les sucres simples ne sont pas toujours les plus vite assimilés par l'organisme. Par exemple le fructose est absorbé moins vite que l’amidon du pain blanc ou des céréales.